# Scherzo núm. 1 (Chopin)
L'Scherzo núm. 1, op. 20, en si menor, és primer dels quatre scherzi de Frédéric Chopin, una composició per a piano escrita el 1831. Està dedicada a Thomas Albrecht. La indicació és de Presto con fuoco. L'obra és fosca, dramàtica i animada. Tècnicament és molt complicada, una de les obres més difícils de Chopin.

## Estructura

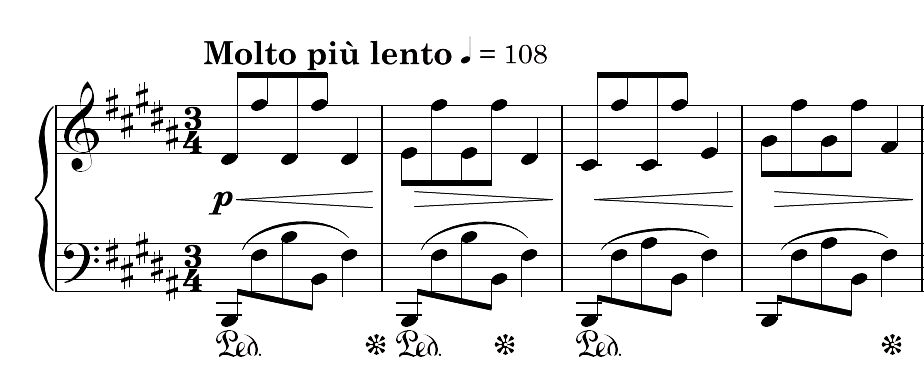
Fragment del Scherzo núm. 1 en el que apareix la cançó polonesa Lulajże Jezuniu

Aquest primer Scherzo té l'estructura ABA-Coda. Comença amb dos acords en fortissimo. A continuació, a una gran velocitat i com una erupció volcànica, hi ha una sèrie de notes en la tònica de si menor. La part central de la peça és una secció més lenta en si major. Finalment se sent una melodia en el registre central, envoltat de l'acompanyament per part d'ambdues mans, esquerre i dreta. Chopin incorpora una cançó de Nadal polonesa, Lulajże Jezuniu; hi ha la indicació de Molto più lento. La tonalitat de si major es dissol i l'harmonia canvia misteriosament el caràcter modulant a la tonalitat de la dominant secundària. Els dos acords del principi reapareixen, superposats sobre vestigis de la secció central. Llavors el Presto inicial es repeteix en la tònica menor.
La darrera secció incorpora vertiginosos arpegis ascendents i descendents en gairebé tot el teclat, interromputs per una sèrie culminant d'acords de nou i deu notes (mi♯ sèptima disminuïda amb la tercera disminuïda, acord de sisena augmentada en estat fonamental, acord de sèptima disminuïda secundària sobre la tònica. Després de la resolució i un ascens cromàtic ràpid de més de quatre octaves en les dues mans, arriba el final amb la coda, un final triomfal a través d'una cadència plagal menor.
En la seva interpretació d'aquest Scherzo núm. 1, Vladimir Horowitz duplica l'escala cromàtica, amb octaves entrellaçades, una tècnica que utilitza sovint en altres peces. Les octaves entrellaçades les interpretava a la mateixa velocitat que l'escala cromàtica original. Franz Liszt era conegut per ser el primer a fer aquests tipus de recursos tècnics.

## Context històric
Aquesta peça va ser escrita l'any 1831, durant la revolta de novembre contra l'Imperi Rus. Un amic de Chopin, Thomas Albrecht, a qui li dedica l'obra, el va convèncer perquè es quedés a Viena, lluny dels problemes a Polònia, i com una oportunitat per desenvolupar la seva carrera musical. Durant aquest temps només va poder fer un concert, on va realitzar el interpretar el seu Concert per a piano núm. 1 en mi menor. A causa de la dramàtica situació política a Polònia, les seves peces evolucionaren d'un estil brillant a un caràcter més fosc. Chopin va compondre aquesta obra i diversos estudis de l'opus 10 en el mateix període.
La paraula italiana scherzo significa "broma" i Schumann comentà, en aparent indiferència, sobre el títol de l'obra considerant que més que una broma, "camina amb vels foscos?". És una peça fosca, plena de suspens, de caos, on la primera melodia més lluminosa és en la tonalitat de si major de la secció central, però poc després torna a un murmuri caòtic. Tot això porta a la hipòtesi que Chopin retrata els seus sentiments sobre la guerra a Polònia, o va explicar una història sobre la revolta del poble polonès. Això pot ser un referent per a Brahms en els seus pròpies scherzi irònics.